# Masahiro Shimoda
Masahiro Shimoda (霜田 正浩 Shimoda Masahiro?, nacido el 10 de febrero de 1967 en Toshima, Tokio) es un exfutbolista japonés que se desempeñaba como centrocampista y entrenador.

## Clubes

### Como futbolista
| Club              | País  | Año         |
| ----------------- | ----- | ----------- |
| Fujita Industries | Japón | 1988 - 1989 |
| Kyoto Shiko       | Japón | 1990 - 1992 |
| Yokogawa Electric | Japón | 1993        |

### Como entrenador
| Club                | País  | Año    |
| ------------------- | ----- | ------ |
| YSCC Yokohama       | Japón | 2006   |
| Renofa Yamaguchi FC | Japón | 2018 - |